# Chemin de Fer de Sprimont
| Chemin de Fer de Sprimont (CFS) | Chemin de Fer de Sprimont (CFS) |
| ------------------------------- | ------------------------------- |
| Moës Diesellokomotive           |                                 |
| Streckenverlauf, 2024           |                                 |
| Streckenlänge:                  | 3 km                            |
| Spurweite:                      | 600 mm (Schmalspur)             |
|                                 |                                 |

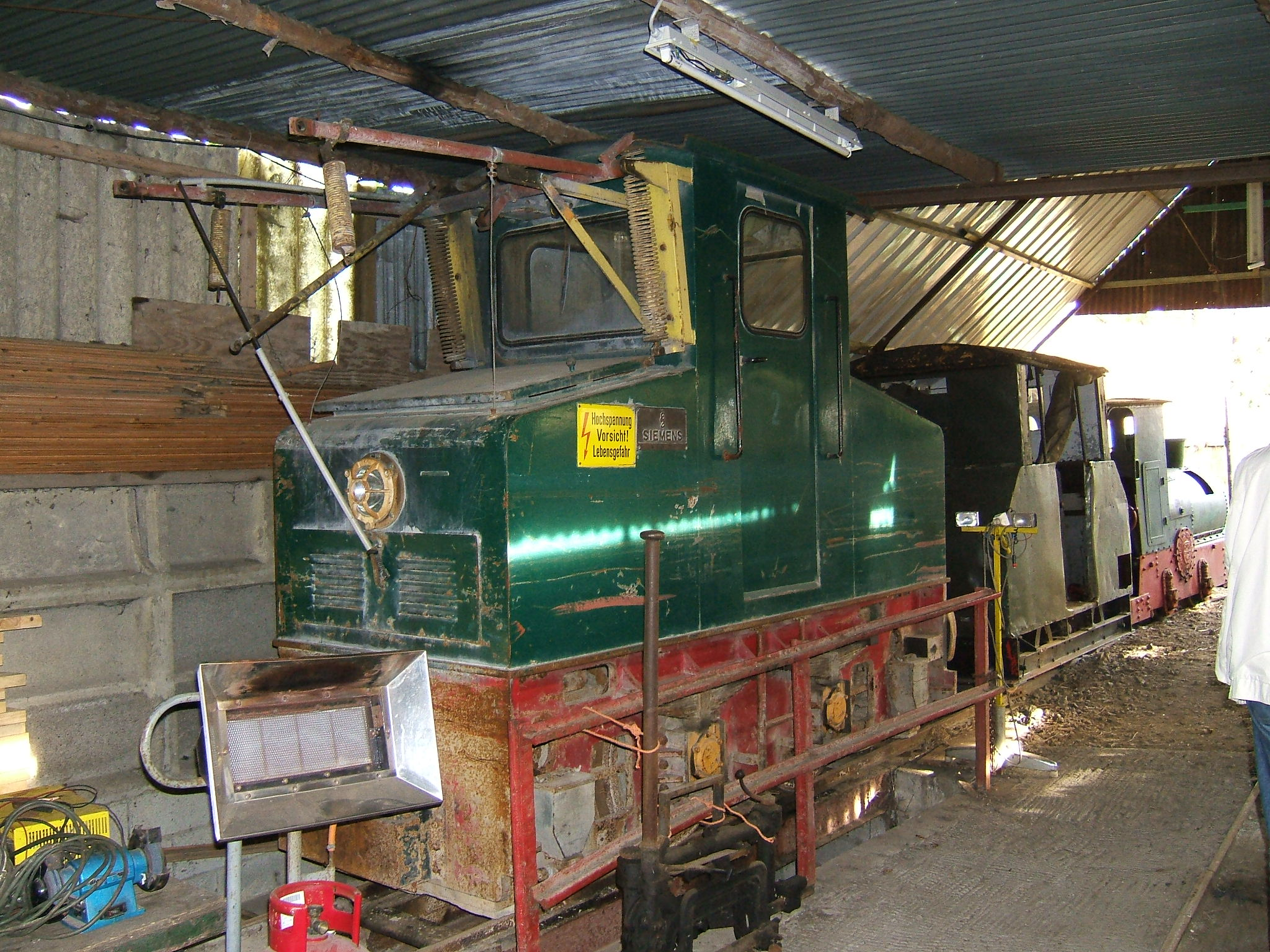
Siemens-Elektrolokomotive

Die Chemin de Fer de Sprimont (CFS) ist eine schmalspurige Museumsbahn in Sprimont, Belgien.

## Beschreibung
In den Jahren 1887 und 1888 nahm die Société nationale des chemins de fer vicinaux (SNCV) in der Provinz Lüttich zwischen Poulseur und Sprimont eine der wenigen normalspurigen Dampfstraßenbahnen in ihrem ansonsten landesweit fast ausschließlich in Meterspur ausgeführten Netz in Betrieb. Zwischen 1906 und 1908 verlängerte sie die Strecke in mehreren Etappen bis Trooz. Dieser Abschnitt wurde bereits 1936 für den Personen- und 1937 für den Güterverkehr wieder eingestellt. Der Personenverkehr auf dem Reststück zwischen Poulseur und Sprimont endete 1944. Bis Ende April 1965 beförderten die SNCV-Kastendampflokomotiven noch Güterzüge von den Steinbrüchen rund um Sprimont zum Übergabebahnhof zur NMBS/SNCB in Poulseur an der Bahnstrecke Angleur–Marloie.
Auf einem knapp 3 km langen Restabschnitt der Trasse der einstigen Dampfstraßenbahn etablierte sich 1981 die Museumsbahn Le Chemin de Fer de Sprimont (CFS). Die Strecke mit einer Spurweite von 600 mm beginnt in der Rue du Mierdy 2b im Ortsteil Damre von Sprimont. Auf halber Strecke ist das Depot, neben dem auch der Diema Transporter Diema GT10/2 (Diema 4097/1977) abgestellt ist (Stand 2024). Dort befinden sich wohl auch SSW 6220/1964 und ein Austro-Daimler. Auch eine Deutz A5M317G (o. ä.), eine Schöma und eine normalspurige Rangierlok (Orenstein & Koppel und Lübecker Maschinenbau 26315 MV-3 von 1961) sollen dem Verein gehören.
In der Rue Joseph Potier 15b im Espace Museal gibt es ein Museum mit mindestens zwei Moës und der O&K 25523/1953. Betriebsfähig aufgearbeitet wird die Dampflokomotive O&K 1826/1906. Das Museum hat normalerweise nur zu den Fahrtagen geöffnet.

## Fahrtage
Fahrtage (Journées du Patrimoine) sind 7. und 28. Juli 2024, am 25. August 2024 und 8. September 2024 – in der Regel mit der Deutz-Motorlokomotive 55899/1954 oder einer moderneren Moës.